# مونکالوو ۱۵۳۶۰
سیارک ۱۵۳۶۰ (به انگلیسی: 15360 Moncalvo، نامگذاری:1996CY7) پانزده هزار و سیصد و شصتمین سیارک کشف شده‌است که در ۱۴ فوریه ۱۹۹۶ کشف شد.
قدر مطلق سیارک برابر ۱۱.۷ است.